# Joan Albert Ban
Johan Albert ou Joan Albert Ban, aussi Joannes Albertus Bannius (nom latinisé), né vers 1597 à Haarlem et mort dans sa ville natale en 1644, est un prêtre catholique, juriste, chanoine, compositeur et théoricien de la musique néerlandais.

## Vie
Comme compositeur, il était entièrement autodidacte.  En 1628, il devint chanoine à Haarlem.  Il entretenait des relations d'amitié avec René Descartes, Pieter Corneliszoon Hooft et Constantijn Huygens et il correspondait avec Marin Mersenne.

## Œuvre

### Musica flexamina

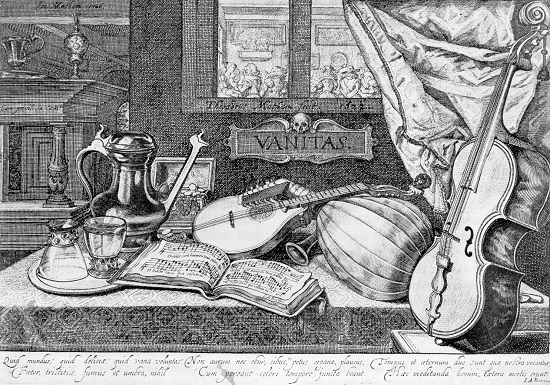
Vanité (1622) de Dirck Matham. Le livre est ouvert sur une page sur laquelle est reproduite une composition à deux voix de Joan Albert Ban sur des paroles d'Ovide. La gravure est accompagnée d'une légende écrite par Ban.

Pendant vingt ans, il se consacra à l'élaboration d'un système par lequel le texte serait exprimé par des intervalles spécifiques, des harmonies et des rythmes.  Cette méthode s'apparente à la pratique du genre du madrigal italien de cette époque.  Ban appela son système, en latin, musica flexamina ou, en néerlandais, zielroerende zang : le chant qui touche à l'âme.
À ce sujet, Ban correspondit avec Mersenne et Huygens, qui servit d'intermédiaire. En 1640, Mersenne persuada Ban d'appliquer ses convictions et procédés musicaux sur les paroles d'un air de cour (Me veux tu voir mourir) qu'il lui envoya, afin de comparer la composition de Ban avec une composition d'un Français sur le même texte.  Le compositeur français s'avéra être le très estimé Anthoine Boësset, et son air de cour avait déjà été écrit bien avant le concours de composition.  Évidemment, les Français considérèrent la composition de Boësset comme meilleure que celle de Ban avec ces sons inattendus, après quoi Ban se sentit insulté.  Il écrivit alors à Huygens que les Français avaient été impolis.  Descartes se mêla à la discussion par la lettre à Ban où il expliqua qu'en matière de musique, ce ne sont pas les lois qui comptent, mais le goût et la convention (R. Rasch, 2007).
Ban appliqua son système dans son ouvrage, le Zangh-bloemzel, publié en 1642, comprenant dix madrigaux néerlandais à trois voix et une pièce instrumentale pour quatre violes de gambe, Vulcaens Winckel.

### Cercle de Muiden
Pour ses madrigaux, Ban emprunta des poèmes aux membres du cercle de Muiden : Maria Tesselschade Roemers Visscher, Pieter Corneliszoon Hooft et Constantijn Huygens.  Aucun exemplaire complet de cet ouvrage nous n'est parvenu : la partie de soprano est manquante.

### Une nouvelle terminologie musicale néerlandaise
Par opposition à la terminologie scientifique que Simon Stevin a apportée à la langue néerlandaise, les nouveaux mots que Ban employa dans son bref traité sur le chant, Kort Sangh-Bericht, ont eu peu d'écho.  Dans sa publication Zangh-Bloemzel, Ban énumère toute la liste (voir le site Web de la Stichting Huygens-Fokker).  Il inventa des mots tels que meeklank pour consonance et vierling pour quarte.

## Ressources

### Œuvres
- (nl) 1642 - Zangh-Bloemzel (madrigaux néerlandais et une composition instrumentale ; la partie supérieure manque).
- (nl) 1643 - Kort Sangh-Bericht (traité théorique de la musique).
- (la) composition à deux voix, reproduite sur une gravure de Dirck Matham représentant une nature morte du type vanité, texte d'Ovide : « omnia sunt hominum tenui pendentia filo et subito casu quae cvaluere ruunt. »
- (fr) air de cour Me veux tu voir mourir, 1641 (composé à l'occasion d'un concours avec Anthoine Boësset et sur les mêmes paroles que celles de l'air de cour de ce dernier).

### Sources
- (nl) GRIJP, Louis Peter.  Muziek en literatuur in de Gouden Eeuw, dans : Een muziekgeschiedenis der Nederlanden, Amsterdam : University Press-Salomé & Éd. Pelckmans (Belgique), 2001 [ (ISBN 90 5356 488 8) (Amsterdam) et  (ISBN 90 289 3000 0) (Belgique)], p. 251–252, 254.
- (nl) RASCH, Rudolf.  Constantijn Huygens als componerende amateur van goeden huize, dans : Een muziekgeschiedenis der Nederlanden, Amsterdam : University Press-Salomé & Éd. Pelckmans (Belgique), 2001 [ (ISBN 90 5356 488 8) (Amsterdam) et  (ISBN 90 289 3000 0) (Belgique)], p. 282.
- (nl) RASCH, Rudolf.  Driehonderd brieven over muziek van, aan en rond Constantijn Huygens, 300 lettres de Huygens, collectées, présentées et traduites par Rudolf Rasch, Hilversum, Éd. Verloren, deux volumes, 2007, 1270 p.
- (en) The New Grove Dictionary of Music and Musicians, Londres, 2001.

### Discographie
- Spaerens Vreuchden-Bron, Haarlem – City of Music in the Golden Age, Barocco Locco, ensemble dirigé par Fritz Heller, ACD HD 031-2, 2008 (Omnia sunt hominum, Me veux tu voir mourir)
- Music from the Golden Age of Rembrandt, Musica Amphion, ensemble dirigé par Pieter-Jan Belder, Brilliant Classics, 2006 (Me veux tu voir mourir)
- Louis Peter Grijp a reconstruit quelques madrigaux transmis de façon incomplète et une pièce instrumentale de Joan Albert Ban, exécutes sur les disques compacts suivants :

Muziek uit de Muiderkring, Liederen van en voor Maria Tesselschade, Camerata Trajectina, ensemble dirigé par Louis Peter Grijp, Globe 6026, 1994 (Onderscheidt tusschen een Wilde en een Tamme Zanghster)
Dutch Madrigals, Camerata Trajectina, ensemble dirigé par Louis Peter Grijp, Globe 6042, 1997 (Vulcaens Winckel, Hoogher Doris niet mijn gloedtje)